# اورست (فیلم ۱۹۹۸)
«اورست» (انگلیسی: Everest (1998 film)) فیلمی در ژانر مستند است که در سال ۱۹۹۸ منتشر شد. از بازیگران آن می‌توان به لیام نیسون اشاره کرد.